# かしこいメンドリ
『かしこいメンドリ』（原題：The Wise Little Hen）は、アメリカで1934年6月9日に公開されたウォルト・ディズニー・プロダクション（現：ウォルト・ディズニー・カンパニー）制作のアニメーション短編映画作品である。シリー・シンフォニーシリーズの第45作。日本では1940年1月1日公開。

## 概要
イギリスに伝わるおとぎ話『ちいさなあかいめんどり』 (The Little Red Hen) を原作とする。同話に登場する怠け者のネコとイヌとネズミをディズニー独自のキャラクターに置き換え、この教訓とも言うべき話をコミカルに表現している。
また、現在ディズニーの顔としてよく知られているドナルドダックのスクリーンデビュー(初登場)作品でもある。そのため、この映画の公開日である1934年6月9日は公式にドナルドの誕生日とされている。

## あらすじ
ある日、メンドリはトウモロコシを育てようと種蒔きをしようとしたが、自分と子供のヒヨコ達だけでは大変な為、友達であるブタのピーター・ピグとドナルドダックの家を訪ね、種蒔きを手伝ってくれるよう頼む。しかし2人は突然腹痛を訴え種蒔きの手伝いを断る。仕方なく、メンドリは自分と子供たちだけで種蒔きを行った。
しばらく経ち、トウモロコシは立派に成長し収穫の段階となる。メンドリはやはり自分たちだけでは大変ということでピーターとドナルドに手伝いを頼むものの、再び突然の腹痛を理由に断られたため、またしても自分たちだけでトウモロコシの収穫を行うこととなった。
メンドリたちのトウモロコシ収穫は大豊作に終わる。トウモロコシを料理し、子供たちと料理を食べようとしたメンドリだが、あることを思い付き、ピーターとドナルドの所へ出かける。踊っていたピーターとドナルドに「収穫したトウモロコシが大豊作で自分たちだけでは食べきれないので食べるのを手伝ってくれ｣と言う。すると、お腹が痛いと言っていたピーターとドナルドは急に態度を変え、手伝う気満々に。
そこでメンドリは、ピーターとドナルドにふきんを被せたお皿を差し出す。嬉々としてふきんをめくったものの、中に入っていたのは腹痛薬のビンであった。メンドリは最後の頼みを断った二人がしたり顔で喜んでいるところを目撃しており、二人が力仕事を嫌がって仮病を使っていることにとっくに気付いていた。嘘をついて手伝ってくれなかったことに対する仕返しのためにわざとやってきたのだ。
メンドリ親子がおいしそうに食事をする光景を羨ましそうに見つめると、ピグとドナルドはお互いのお尻を蹴飛ばしあいながら自分たちの愚かな振る舞いを反省するのであった。

## スタッフ
- 製作：ウォルト・ディズニー[2][3]
- 監督：ウィルフレッド・ジャクソン[2][3]
- 作画：アート・バビット、ディック・ヒューマー、ディック・ランディー[2][3]、ウォルフガング・ライザーマン、ウォード・キンボール[3]
- 音楽：リー・ハーライン[2][3]

## キャスト
| キャラクター   | 原語版               | 吹き替え版 |
| -------------- | -------------------- | ---------- |
| メンドリ       | フローレンス・ギル   | 滝沢ロコ   |
| ピーター・ピグ | クラレンス・ナッシュ | 島香裕     |
| ドナルドダック | クラレンス・ナッシュ | 山寺宏一   |

## 日本での公開

### 収録
- 『Disneyゆかいな仲間たち ミッキーたちのハッピーホリデー』（VHS、ブエナ・ビスタ・ホーム・エンターテイメント）
- 『ドナルドダック・クロニクル Vol.1 限定保存版』（DVD、ブエナ・ビスタ・ホーム・エンターテイメント）
- 『シリー・シンフォニー 限定保存版』（DVD、ブエナ・ビスタ・ホーム・エンターテイメント）
- 『ドナルドダック DVD BOX』（DVD、宝島社）